# Locardia Ndandarika
Locardia Ndandarika  (Bindura, 1945) es una escultora de Zimbabue.

## Datos biográficos
Nacida en Bindura, siendo niña Ndandarika hacía modelos en arcilla con métodos tradicionales. En 1964 se casó con Joseph Ndandarika , divorciándose de él en 1978. Durante su matrimonio ella aprendió más sobre la escultura, y más tarde se dedicó a esta disciplina a tiempo completo. En 1986 se convirtió en miembro de la Workshop Gallery ; también fue invitada a trabajar en el Parque de Esculturas Chapungu. En 1990 fue invitada a participar en los Juegos de la Commonwealth en Nueva Zelanda .
Ndandarika ha expuesto y celebrado talleres en los Estados Unidos , los Países Bajos , Sudáfrica y Nueva Zelanda desde 1997. Ella es la madre de Ronnie Dongo y Virginia Ndandarika . 

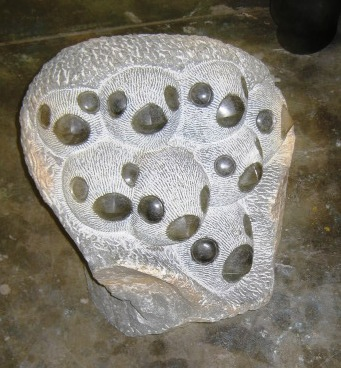
Obra con título Proud of Africa (Orgulloso por África) (2005)